# Codex Regius (Edda)
Der Codex regius (Signatur: GkS = Gammel kongelig Samling nr. 2365, 4°) ist eine altnordische Pergament-Handschrift aus dem späten 13. Jahrhundert, die die zentrale Version der Lieder-Edda enthält.

## Überlieferungsgeschichte

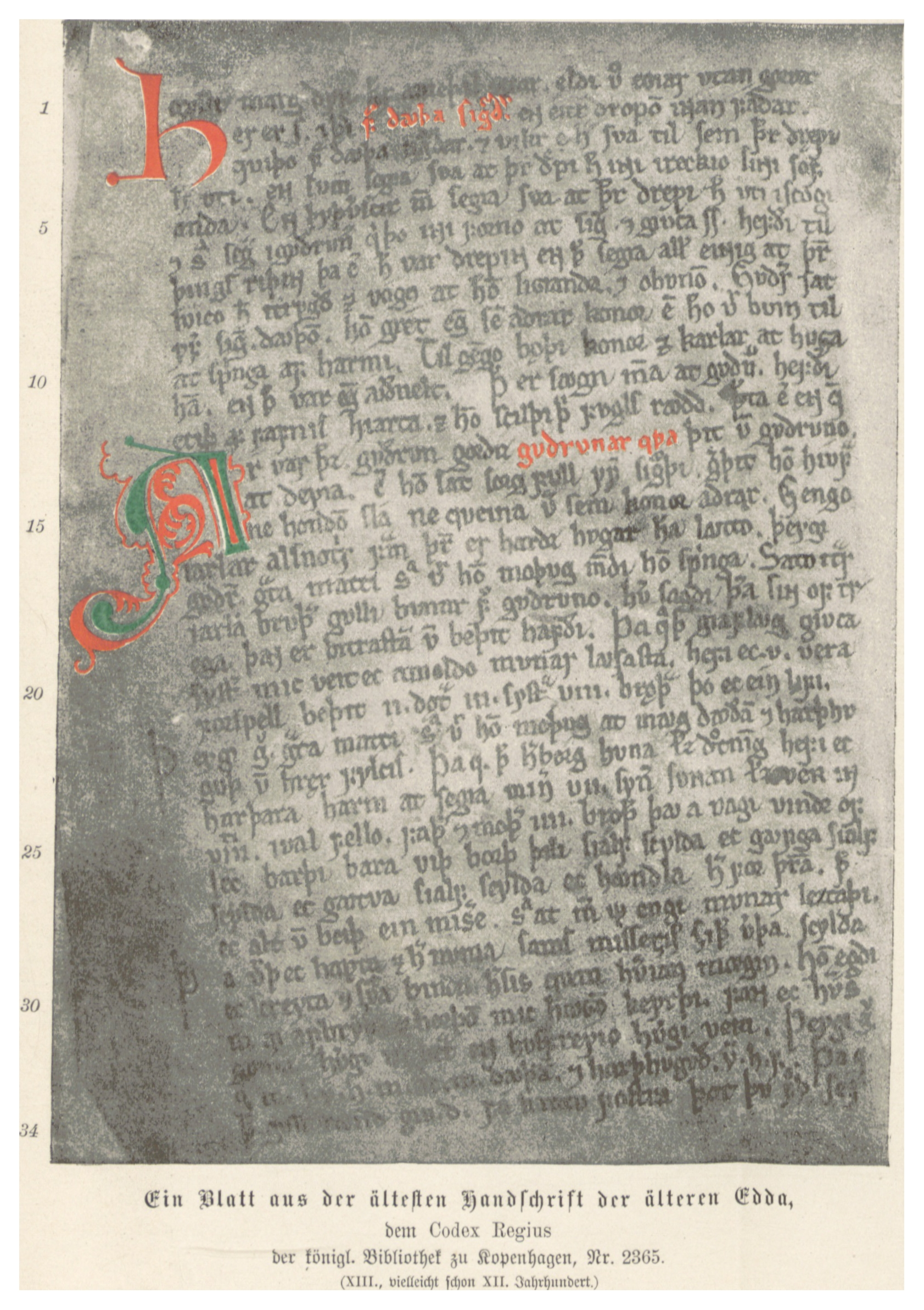
Faksimile eines Blattes aus dem Codex Regius, aufbewahrt im Dänischen Nationalmuseum Kopenhagen

1643 gelangte das Manuskript in den Besitz des isländischen Bischofs und Handschriftensammlers Brynjólfur Sveinsson. Zusammen mit der Flateyjarbók übereignete Brynjólfur 1662 dem dänischen König Frederik III. dieses Manuskript, wodurch es seinen Weg in die Königliche Bibliothek (daher auch der Name des Codex als „Königliche Handschrift“) zu Kopenhagen fand. Diese unbezahlbaren Texte überstanden den großen Brand von 1728 und wurden 1971 unter großem Zeremoniell an Island zurückgegeben, wo sie heute im Arnamagnäanischen Handschrifteninstitut Islands in Reykjavík aufbewahrt werden.
Man nannte die Texte der Handschrift früher Ältere Edda, um sie von dem Edda betitelten Dichterlehrbuch des Snorri Sturluson zu unterscheiden. Bei den Liedern des Codex Regius handelt es sich um eine Textsammlung, die der Arbeitsgrundlage für Snorris Edda sehr ähnlich ist. Diese Ältere Edda oder Lieder-Edda schrieb Brynjólfur dem isländischen Dichter Sæmundr Sigfússon zu, der laut einer isländischen Saga-Überlieferung als einer der ersten solche Lieder um 1087 schriftlich aufgezeichnet hatte. Deswegen nannte man die ältere Edda früher auch „Sæmundar Edda“.
Der Codex Regius wurde nach Meinung einiger Forscher 1271 von einem einzelnen, unbekannten Schreiber angefertigt, wobei es sich allerdings um die Abschrift eines älteren Textes handelt, der wiederum das Ergebnis einer Sammelarbeit gewesen sein muss. Die Lieder selbst aber sind wesentlich älter und dürften in ihrer vorliegenden Form zwischen 800 und 1000 auf Island, in Norwegen oder den norwegischen Kolonien auf den britischen Inseln und Grönland entstanden sein. Die einzelnen Verfasser sind ebenfalls unbekannt; einige Lieder geben Gottheiten als Verfasser an. Die Aufzeichnung der Verse ist durchgehend, weder Verse noch Strophen sind abgesetzt.
Der Codex Regius besteht aus 45 Pergamentblättern in 6 Lagen. Nach Blatt 32 fehlen acht Blätter; die Stelle wurde im 18. Jahrhundert mit 8 leeren Pergamentblättern „gefüllt“. Die von dieser Lakune beeinträchtigten Textteile, die sogenannten „Lieder der Lücke“ hat vor allem die ältere Forschung versucht, anhand der oft (allerdings nicht unumstritten) als „Prosaparaphrase“ der eddischen Sigurdlieder bezeichneten Völsunga-Saga zu rekonstruieren, so dass der grobe Inhalt der fehlenden Stellen nachvollzogen werden kann.
Bis auf diese große Lücke sind die erhaltenen Lieder weitgehend vollständig überliefert. Das bekannteste Lied, die Völuspá, steht gleich am Anfang und ist eine Prophezeiung einer Seherin von der Weltentstehung, dem Weltuntergang und der Neuentstehung.
Auch eine der Handschriften der Snorra-Edda ist als codex regius bekannt, (Signatur: GkS nr. 2367, 4°). Dieses Manuskript entstand um 1325 und ist das zweitälteste der drei vollständigen Pergamenthandschriften; es stellt die Grundlage für die meisten modernen Übersetzungen und Editionen der Snorra-Edda dar.

### Ausgaben
Grundtext:
- Gustav Neckel, Hans Kuhn: Edda. Die Lieder des Codex Regius nebst verwandten Denkmälern. 4. Auflage 1962, 5. Auflage 1983. Universitätsverlag Winter, Heidelberg.

Übertragungen:
- Felix Genzmer: Die Edda. Götterdichtung, Spruchweisheit und Heldengesänge der Germanen. Sammlung Thule Bd. 1, Bd. 2 1912 und weitere Auflagen. 1. Auflage der einbändigen Gesamtausgabe, Eugen Diederichs Verlag, Düsseldorf 1981. ISBN 3-424-00718-8.
- Arthur Häny: Die Edda. Götter- und Heldenlieder der Germanen. Diogenis, Zürich 1987.
- Arnulf Krause: Die Götter und Heldenlieder der Älteren Edda. Reclam, Stuttgart 2004.

### Rezeption
- Kurt Schier: Edda, Ältere. In: Reallexikon der Germanischen Altertumskunde (RGA). 2. Auflage. Band 6, Walter de Gruyter, Berlin/New York 1986, ISBN 3-11-010468-7, S. 355–394.

### Prosa
- Arnaldur Indriðason: Codex Regius. Thriller. Bastei Lübbe, 2010, deutsche Übersetzung aus dem Isländischen (2006).